# Нечуйвітер сизопороджений
Нечуйвітер сизопороджений, нечуйвітер сизий (Hieracium bupleuroides) — вид рослин з родини айстрових (Asteraceae), поширений у Румунії, Україні.

## Опис
Трава висотою 45–55 см. Прикореневих листків 3–8, стеблових — 2–4. Листочки обгортки незначно опушені й залозисті. Загальне суцвіття розкидисто-волотисте або високо-вильчате.

## Поширення
Поширений у Румунії, Україні.
В Україні вид зростає на вапняках — у Карпатах, рідко.